# Женщина на пляже (фильм, 1947)
«Женщина на пляже» (англ. The Woman on the Beach) — фильм нуар режиссёра Жана Ренуара, вышедший на экраны в 1947 году.
Фильм поставлен по мотивам романа Митчелла Уилсона «Никто так не слеп». Действие фильма происходит на пустынном калифорнийском побережье. Офицер береговой охраны Скотт Бёрнетт (Роберт Райан) испытывает серьёзные проблемы психического характера, связанные с кораблекрушением, в которое он попал во время войны. Однажды во время патрулирования пляжа он знакомится с привлекательной молодой женщиной Пегги Батлер (Джоан Беннетт), мужем которой является известный художник Тод Батлер (Чарльз Бикфорд), ослепший в результате несчастного случая несколько лет назад. Тод одержим двумя вещами — своими картинами и своей женой. Пегги, которая стала невольной виновницей слепоты мужа, привязана к нему чувством вины, но при этом почти ненавидит его, так как он более не может обеспечить ей ту богатую, счастливую и полную любви жизнь, которая была у неё в прошлом. В свою очередь, Скотт становится одержимым Пегги и желанием доказать, что Тод только имитирует слепоту, чтобы удержать жену.
Это был пятый и последний фильм знаменитого французского режиссёра Жана Ренуара, поставленный им на американской студии. Позднее Ренуар сказал, что это был «своего рода авангардный фильм, который нашёл бы свою нишу четвертью века ранее… но он не имел успеха у американской аудитории. Более того, он глубоко разочаровал боссов RKO Pictures. По контракту я должен был сделать два фильма для этой студии. Но через несколько дней после премьеры ко мне пришёл мой агент… который сообщил, что они готовы выплатить мне неустойку за прекращение контракта».

## Сюжет
Лейтенант береговой охраны США Скотт Бёрнетт (Роберт Райан) служит конным патрульным на одном из пустынных участков калифорнийского побережья. Однажды он просыпается после тяжёлого кошмара, в котором корабль взрывается на морской мине, а сам он погружается на морское дно, где видит призрачную блондинку. Он идёт навстречу ей сквозь иллюзорно-пугающий пейзаж морского дна мимо затонувших судов и лежащих вокруг скелетов, берёт женщину за руки, после чего следует взрыв. Скотт в ужасе пробуждается в своей комнате на станции береговой охраны. Зашедшему на крики своему шефу и близкому другу Отто Вернеке (Уолтер Сэнд), он говорит, что кошмары после тяжелого ранения во время войны продолжают мучить его. И хотя он чувствует, что физически полностью здоров, но его психика не в порядке. Отто успокаивает Скотта, говоря, что через неделю его ожидает увольнение в отставку.
Утром Скотт отправляется вдоль берега на регулярную конную инспекцию своего участка. На своём пути около выброшенного на берег полуразрушенного корабля он встречает красивую женщину Пегги Батлер (Джоан Беннетт). Проехав мимо неё, он приезжает на лодочную мастерскую его невесты Ив Геддес (Нэн Лесли) (именно её он видел в своём кошмаре). Скотт обнимает её и предлагает пожениться сегодня же вечером. Ив отвечает, что всегда будет любить его и согласна выйти за него замуж в любое время. Вместе с тем она говорит, что его предложение немного опережает их планы, так как она думала, что сначала закончит делать лодку для клиента, а он выйдет в отставку и поможет её навести порядок с бухгалтерией. Они всё-таки решают устроить свадьбу через пару недель, а вечером Скотт обещает заехать к Ив, чтобы помочь разобраться с документами.
Возвращаясь на станцию вдоль туманного побережья, Скотт останавливается у выброшенного на берег корабля, рассчитывая вновь увидеть Пегги. Наконец, он замечает, что она собирает разброшенные по берегу корабельные доски для отопления дома. Вид разбросанных досок вызывает у Скотта настолько тревожные мысли о кораблекрушении, что Пегги успокаивает его, говоря, что не надо так бояться призраков. И что все его страхи — это часть мучающего его дурного сна, в котором и она может оказаться призраком. Скотт решает помочь ей отнести доски домой, говоря, что по долгу службы знает здесь все дома и проживающих там людей. Однако, замечает Пегги, самое главное и трудное — это познать самого себя.
Пегги приводит Скотта в дом, который принадлежит её мужу, известному художнику Тоду Батлеру (Чарльз Бикфорд). Рассматривая у камина корабельные доски, Скотт продолжает думать о них как о деталях спасательной шлюпки. Пегги замечает: «Когда призраки становятся слишком навязчивыми, от них надо избавляться. Пока вы будете вести с ними борьбу, они вас не оставят, будут мучить постоянно. Но если перестанете вести с ними борьбу, они вскоре оставят вас. Наступит успокоение, они не будут вас волновать». Далее она говорит, что не сложно догадаться, что в корабль Скотта попала торпеда, и было очень тяжелое положение. «Но сегодня в вашем сознании не осталось ничего, кроме призраков». Скотт замечает, что Пегги — как будто первый человек, который понимает, что он чувствует. Уходя, Скотт встречает в дверях вернувшегося с прогулки Тода Батлера, который, как выясняется, слеп. Испытывая явный недостаток человеческого общения, Тод не хочет отпускать Скотта и пытается уговорить его остаться выпить с ним. Однако Скотт, которому надо отправляться по служебным делам, обещает прийти к нему в гости завтра.
После ухода Скотта Тод называет его приятным, но скучноватым парнем. Пегги, обращаясь к мужу, спрашивает, почему он не продаст все свои картины. Ведь они принесут много денег, и они смогут выбраться из этого места и снова жить весело. Тод спрашивает, куда им ехать, когда всё для него почти одинаково. «А для тебя главное быть со мной, не так ли?» — говорит он жене.
Вечером в проливной дождь Тод приходит на станцию береговой охраны. Он говорит Скотту, что не может ориентироваться в дождь и просит лейтенанта помочь добраться ему до дома, где они могли бы выпить и поужинать. Скотт отказывается, говоря, что у него назначена встреча, но Тод настаивает, говоря, что Пегги будет расстроена, так как он произвёл на неё сильное впечатление. Во время ужина Скотт говорит, что единственный слепой человек, которого он знал, значительно хуже ориентировался в пространстве, на что Тод отвечает, что это умение вырабатывается со временем. При этом Тод не может видеть вообще ничего, даже различить тёмное и светлое, так как его глазной нерв перерезан. Слова Скотта о том, что Тоду, наверное, не хватает живописи, вызывают резкую реакцию художника. Успокоившись, он говорит, что чего ему по-настоящему не хватает, так это рыбалки в открытом море. Скотт замечает, что не видя разницы между светлым и тёмным, он не сможет понять, в каком направлении плыть к берегу, если что-то случится в море. Как будто пытаясь убедиться в слепоте Тода, Скотт сначала проверяет его реакцию на свет зажигалки, а затем спрашивает, зачем тот носит часы.
Провожая Скотта, Пегги говорит, что он зря подозревает Тода в обмане. Пегги говорит, что она сама случайно разрезала Тоду глазной нерв. В то время они много пили и жили в странном возбуждённом мире, часто выплескивающемся за грань. Она говорит, что в пьяном состоянии Тод становится совершенно не похож на себя — он может быть невероятно грубым или наоборот нежным. В одну из таких ночей Пегги случайно ударила его разбитым стеклом. Она говорит, что, конечно, она не хотела нанести такую травму Тоду, но теперь вынуждена за неё расплачиваться. Тода, по её словам, не волнует ни рыбалка, ни что-либо ещё, а только она. На вопрос любит ли она Тода, Пегги отвечает: «Я его ненавижу!» Она называет Скотта милым и говорит, что рада их знакомству, после чего Скотт подходит и целует её.
На следующее утро Ив приезжает на станцию к Скотту, спрашивая, почему он вчера не приехал к ней, как обещал. Она привезла с собой счета, и просит его помочь разобраться с ними, на что Скотт сознаётся, что он простой «пляжный ковбой» и ничего не понимает в бухгалтерии. Ив отвечает, что помощь ей в общем-то не нужна, и она просто хотела его увидеть. Затем она собирается уходить, говоря, что если он захочет жениться, то знает, где её найти. Скотт нервно парирует, что все пытаются заботиться о нём, но никто не пытается его понять. «Вы думаете, что я болен, и, наверное, это так», — говорит он. Затем Скотт заявляет, что, может быть, свадьба была глупой идеей. «Для меня даже глупо думать о браке». Расстроенная Ив говорит, что не знает, что ей здесь делать и уходит.
Скотт отправляется в очередное патрулирование побережья. На песке он видит следы, которые ведут к выброшенному на берег кораблю. Внутри корабля он видит Пегги, которая как будто ожидает его. Она говорит, что это своего рода убежище. «Я прихожу побыть здесь наедине с собой, чтобы сбежать из того дома». Они целуются. Пегги говорит: «Нам не надо встречаться, я приношу несчастья». В этот момент мимо корабля проходит Тод, но он как будто не замечает их, однако Скотт полагает, что Тод просто играет с ними. «На самом деле он всё видел и знает, что мы здесь». Скотт спрашивает: «Если я тебе докажу, что он не слеп, ты оставишь его?», на что Пегги отвечает: «Конечно!»
На следующий день Скотт приезжает к Тоду, который дома что-то печатает на машинке. Художник объясняет, что на самом деле всё для него печатает Пегги, вынимает листок и выбрасывает его. Скотт предлагает прокатиться по прибрежным скалам, и Тод с готовностью соглашается. Скотт садится на лошадь, а Тод идёт рядом, держась за неё. Во время прогулки Скотт ведёт Тода вдоль края обрыва. Оставив Тода на самом краю, Скотт сообщает, что ему надо срочно ехать в деревню, и что Тод сам найдёт дорогу домой. Отъехав на некоторое расстояние, Скотт следит за Тодом, который в одиночку делает несколько шагов, а затем падает. В последний момент Скотт бросается ему н помощь, но тот срывается с обрыва вниз.
Дома Тода обследует врач, вынося заключение, что если не считать нескольких ушибов, в принципе с ним не случилось ничего страшного. Выйдя с Пегги в соседнюю комнату, Скотт говорит ей, что был убеждён в том, что Тод не слеп, и хотел, чтобы тот признал это, и «тогда ты была бы свободна».
Перед уходом врач вспоминает, что последний раз Пегги его вызывала, когда у Тода была стычка с молодым Биллом Гэддисом, братом Ив. По словам врача, в тот раз, помощь была нужна в первую очередь Биллу, хотя тот далеко не слабак. Вскоре после этого случая Билл ушёл в армию, и больше о нём никто ничего не знает. Услышав историю с Биллом, Скотт немедленно уезжает. Пегги бежит вслед за ним, но не может его догнать. Скотт приезжает на лодочную мастерскую, где встречает миссис Вернеке, которая подтверждает, что между Биллом и Пегги существовала какая-то связь, в частности, их видели вместе собирающим корабельные доски для отопления дома. В этот момент приходит Пегги, и миссис Вернеке оставляет их наедине. На вопрос Скотта, что было между ней и Биллом, Пегги довольно жёстко отвечает, что его это не касается. Затем Пегги предлагает Скотту поехать к Тоду и объяснить ему, зачем он столкнул его с обрыва, говоря, что это надо Скотту, а не ей.
Скотт приходит к Тоду и честно ему рассказывает, что произошло у обрыва, утверждая, что был абсолютно убеждён, что Тод не слеп. «Это было наваждение, с котором я не мог справиться». Тод говорит, что верит ему, и что теперь они действительно смогут стать друзьями, и им не надо будет так многое скрывать друг от друга. Тод приглашает Скотта в кладовую комнату, где хранятся все оставшиеся у него картины. Часть картин он в своё время продал, чтобы оплатить лечение и покрыть долги. Тод говорит: «Поскольку я больше не могу писать, мои картины с каждым днём становятся всё дороже. У нас, художников, говорят, что когда человек умирает, он становится только богаче. Я слепой художник, и это всё равно, что мёртвый». Тод на ощупь показывает Скотту, как он говорит, одну из своих лучших картин — портрет Пегги, но Скотт отвечает ему, что это натюрморт. На вопрос Тода, где портрет, Пегги отвечает, что она его не брала. Выйдя на улицу, Скотт видит в окно, как Тод набрасывается на Пегги и требует вернуть портрет. Когда она приносит портрет, Тод бьёт её по щекам.
На станции Скотт пытается работать с бумагами, однако перед глазами у него возникает волнующееся море, водоворот, взрыв и лицо Пегги. Он вскакивает на лошадь и скачет к обломкам корабля, где в их убежище его ожидает Пегги. Они страстно целуются. Пегги говорит, что ей плохо.
Миссис Варнаке уговаривает Ив принять участие в подготовке прощального мероприятия в честь Скотта, но она отвечает, что не будет этого делать. Если Скотт захочет её увидеть, то должен приехать прямо к ней.
Тод диктует Пегги своё сочинение о раздвоении личности, который она печатает для него на машинке. Сделав паузу, он сам замечает, что это скучно. Пегги в очередной раз говорит ему, что если он продаст свои картины, то ему не надо будет переживать по поводу его литературной работы. Тод отвечает, что картины для него являются его глазами. Всё, что он видел в жизни, он положил на холст. И если картины уйдут, он потеряет последнюю связь с прошлым. Пегги хочет, чтобы он был более практичным и целует его. Однако Тод замечает, что она делает это слишком холодно, вероятно, потому, что в этот момент думает о Скотте. Тод говорит, что ему нравится Скотт, это хороший и прямой человек, но этим он и опасен. Далее он говорит Пегги, что будет пытаться удержать её при себе столь долго, сколько будет жить. «Ни один другой мужчина не может занять моё место. Помни!» Она снова целует мужа, на этот раз, по его словам, лучше. Звук льда в бокале напоминает им о Нью-Йорке, где они когда-то отлично проводили время. Они вспоминают о прошлом — вечерах с шампанским у камина, разговорах и иногда драках. Пегги вспоминает, как в то время гордилась им, выдающимся американским художником. Тод отвечает, что всегда думает о ней как о молодой и красивой, но «ты настолько же красивая внешне, насколько гнилая внутри». Пегги отвечает, что он тоже не ангел, и они достойны друг друга.
Приходит Скотт с предложением отправиться на рыбалку сегодня же днём, на что Тод с удовольствием соглашается. Во время сборов Скотт пристально смотрит на Пегги. После их ухода Пегги чувствует, что что-то не так. Она пытается догнать их машину, а затем звонит в береговую охрану, предупреждая, что её муж ушёл на рыбалку в открытое море. Видя, как меняется погода, Вернике, обещает помочь. Он звонит Ив и рассказывает ей о том, что Скотт и Тод «отправились на безумную рыбалку в открытое море, и можно ожидать беды».
Скотт и Тод выходят на моторной лодке в открытое море, которое, по словам Тода, слишком неспокойно. Скотт останавливает лодку и говорит: «Не могу смотреть, как ты относишься к Пегги. Ты превратил её в рабыню. Когда-нибудь ты убьёшь её. Ты должен освободить её». Тод отвечает, что готов к этому. Скотт требует от него подтверждения, что тот готов не возвращаться на берег, после чего начинает пробивать дно лодки. Тод пытается помешать ему, начинается борьба, в результате которой Скотт оказывается за бортом. Беспомощный Тод также падет в море. Они барахтаются в воде, держась за борт лодки. На их спасение стремительно движется катер во главе с Ив. Ей удаётся найти и спасти мужчин. Причалив катер к берегу, Ив молча уходит. Скотт смотрит ей вслед.
Вернувшись домой, Тод упрекает Пегги в том, что она пыталась убить его, и Скотт здесь ни при чём. Пегги утверждает, что наоборот пыталась остановить Скотта. Но Тод не верит ей, говоря, что она делала это слишком поздно. Пегги пытается вырваться, но Тод силой удерживает её со словами, что чувствует, что она его ненавидит, и «это чувство ему нравится, так как не сильно отличается от любви». На слова Пегги, что это и есть любовь, он задаётся вопросом: «Любовь к кому: к Тоду, который погрузил тебя во мрак, или к красавчику лейтенанту, который светит тебе как солнце». Он продолжает: «Я обо всём догадался, ты, смертельная маленькая змея. Хочешь быть свободной? Будешь, когда я так решу. Что он знает о том, как любить женщину вроде тебя? Ничего!»
На прощальной вечеринке по случаю его отставки, Скотт уходит в свой офис поработать, проходя мимо Ив и как будто не замечая её. Вскоре Ив заходит в его кабинет со словами, что хочет попрощаться в связи с его скорым отъездом. На её замечание, что он действительно болен, Скотт отвечает, что уже не болен, а просто смешон. По его словам, он уезжает, потому что уже слишком поздно. В этот момент Скотту звонит Пегги, сообщая, что она в опасности. Он немедленно уезжает, говоря Ив: «Я должен ехать, чтобы разобраться в себе раз и навсегда».
Пегги встречает его на дороге, говоря, что Тод обезумел и его надо остановить. Издали они видят, что дом Батлеров горит. С криком «Картины!» они бросаются к дому. Войдя внутрь, они видят, что Тод бросает все картины в огонь, а затем открывает газ. Выбежав от дома, все трое видят, как происходит взрыв. Тод объясняет, что он должен был это сделать, так как картины стали для него наваждением. «Их надо было уничтожить, и теперь я свободен. Я знаю, что делать, мне есть, что сказать». Он говорит, что Пегги теперь свободна. Он относился к ней так же, как картинам, но теперь это в прошлом. Она может жить с кем хочет, и он не имеет права решать это за неё. Тод просит Пегги отвезти её на машине в Нью-Йорк, после чего может делать всё, что захочет. После этих слов Пегги нежно обнимает Тода, и они уходят вместе. Скотт же идёт в другую сторону в то время, как дом с картинами сгорает дотла.

## В ролях
- Джоан Беннетт — Пегги Батлер
- Роберт Райан — Скотт Бёрнетт
- Чарльз Бикфорд — Тод Батлер
- Нэн Лесли — Ив Геддес
- Уолтер Сэнд — Отто Вернеке
- Айрин Райан — миссис Вернеке
- Джон Эллиотт — старый рабочий (в титрах не указан)

## Создатели фильма и исполнители главных ролей
Как пишет кинокритик Брет Вуд, «когда с захватом нацистской Германией Европы многие из лучших европейских режиссёров бежали в Голливуд, Жан Ренуар — который к тому времени уже достиг признания с такими фильмами, как „Сука“ (1931), „Великая иллюзия“ (1937), „Человек-зверь“ (1938) и „Правила игры“ (1939) — поступил так же, погрузившись в США в такие жанры, как вестерн, и расцветавший новый кинематографический стиль, позднее получивший название фильм нуар». В Голлвуде Ренуар поставил несколько удовлетворительных картин, среди них криминальная драма «Болотная вода» (1941), антинацистская драма «Эта земля моя» (1943), и сельская драма «Южанин» (1945). «В то время, как другие признанные европейские режиссёры, такие как Фриц Ланг, привлекли к себе внимание мрачными, социальными триллерами, Ренуар внёс только один настоящий вклад в этот жанр, поставив на студии RKO фильм „Женщина на пляже“ (1947)». Однако «после вялого приёма этой картины, контракт Ренуара с RKO был разорван, и он вынужден был прекратить работу над предложенным ему к постановке фильмом „Мадам Бовари“». «К концу десятилетия, когда его студийная карьера в Америке была официально завершена, Ренуар на средства независимой продюсерской компании создал свой шедевр „Река“ (1951)», съёмки которого проходили на реке Ганг в Индии. Эта картина положила начало новому «десятилетнему творческому периоду режиссёра с яркими красочными импрессионистскими фильмами, которые восстановили его высокий авторитет в международном кинематографическом сообществе».
Главную роль в фильме сыграла Джоан Беннетт, «неоднократная нуаровая муза Фрица Ланга, сыгравшая в его фильмах нуар „Женщина в окне“ (1944), „Улица греха“ (1945) и в недооценённом триллере „Охота на человека“ (1941))». В 1948 году Беннетт воссоединилась с Лангом для работы над ещё одним не принятым широкой публикой нуаровым триллером «Тайна за дверью», а затем работала с ещё одним легендарным французским режиссёром Максом Офюльсом над ещё одним фильмом нуар «Момент безрассудства» (1949).
В 1948 году Роберт Райан был номинирован на «Оскар» за лучшую роль второго плана в социальном фильме нуар «Перекрёстный огонь» (1949). Во второй половине 1940-х и в 1950-х годах Райан сыграл во многих значимых фильмах нуар, среди них «Акт насилия» (1948), «Берлинский экспресс» (1948), «Подстава» (1949), «На опасной земле» (1951) и «Ставки на завтра» (1959). К числу его наиболее успешных фильмов более позднего периода относятся военные драмы «Самый длинный день» (1962) и «Грязная дюжина» (1967), а также вестерн «Дикая банда» (1969). Чарльз Бикфорд был трижды номинирован на Оскар за роли второго плана в религиозной истории «Песня для Бернадетт» (1943), комедии «Дочь фермера» (1947) и социальной драме «Джонни Белинда» (1948). Он сыграл также памятные роли в фильмах нуар «Падший ангел» (1945) «Грубая сила» (1947) и «Водоворот» (1949), а также в музыкальной мелодраме «Звезда родилась» (1954) и вестерне «Большая страна» (1958).

## История создания фильма
Изначально студия RKO планировала поручить работу над фильмом под предварительным названием «Желаемая женщина» своему знаменитому продюсеру фильмов ужасов Вэлу Льютону. В итоге фильм стал «пятым и последним американским фильмом Ренуара после того, когда его пригласили в качестве режиссёра по просьбе Джоан Беннетт». На стадии предварительной проработки «актёрский состав претерпел несколько изменений, в частности, первоначально на главную мужскую роль планировался Джордж Брент, но затем возникла кандидатура Роберта Райана». «По мере того, как уровень престижности картины по обе стороны камеры стал нарастать, фильм перешёл из категории быстренького фильма категории В в категорию А».
Сценарий картины столкнулся с определёнными сложностями на стадии утверждения в Администрации Производственного кодекса, занимавшейся цензурой киносценариев. Так, Директор Администрации Джозеф И. Брин посчитал историю фильма «неприемлемой, так как это история адюльтера без компенсирующих его моральных ценностей». «Несмотря на неоднократные возражения Брина в отношении любовного треугольника и его замечания относительно того, что нельзя показывать, как Скотт целует замужнюю Пегги, фильм в конце концов получил утверждение с незначительными изменениями».
На съёмочной площадке Беннетт (которая свободно говорила по-французски) и Ренуар отлично ладили между собой. Ренуар был особенно изумлён контрастом между её образом женщины-вамп и её домашним характером за пределами экрана. Он писал одному из своих друзей: «Она проводит целый день за шитьём, и я нахожу это по-настоящему забавным, что эта домашняя личность считается американскими моралистами одной из самых опасных секс-бомб на сегодняшнем экране». В другом письме он писал: «Она знает, как посмеяться над своим экранным образом и не упускает ни единой иронической ассоциации по поводу своих накладных ресниц или любых других гримёрных уловок. Другие актёры, операторская команда, техники также образуют отличную команду, заставляя меня по возвращении домой после этого приключения почти пожалеть, что всё это закончилось».
Однако предварительный просмотр картины в Санта-Барбаре прошёл крайне неудачно, так как зрители «остались холодны к отказу фильма играть по традиционным правилам детектива с убийством». «После провального предпросмотра руководители RKO привели другого сценариста и потребовали, чтобы Ренуар переснял половину фильма».
Батлер также отмечает, что «после катастрофического предпросмотра Ренуара заставили радикальным образом перемонтировать фильм. В итоге на полку отправилась почти треть фильма, и, безусловно, законченный продукт очень далёк от того, который он изначально себе представлял (с перемонтированием фильма связаны в том числе и некоторые странные сюжетные провалы в окончательной версии). Вуд также отмечает, что „разочарованный и отчаявшийся Ренуар вернулся в монтажную студию, а затем по настоянию RKO переснял многие сцены в рамках радикальной переделки картины, с чем, вероятно, связаны многочисленные заметные нестыковки сценария“. В одном из писем Ренуар писал об этом периоде: „Было много враждебности, и я работал как раб на галере, монтируя и перемонтируя. Теперь я решил остановиться на текущей композиции, которая потребует от меня ещё две недели для завершения картины“.
Проработав над спасением фильма в течение целого года, Ренуар изменил своё мнение о работе на студии на значительно более негативное: „Это был убогий сюжет, который RKO решила дать мне для постановки. Я согласился, не знаю почему, без сомнения, чтобы заплатить налоги“, и фильм стал тратой ещё нескольких миль плёнки», добавив их к ежегодным голливудским расходам.
Позднее, в своей автобиографии «Моя жизнь и мои фильмы», Ренуар признал: «Боюсь, я слишком опередил общественное сознание». Однако, Вуд отмечает, что «к счастью, Ренуару удалось сохранить сущность вызывающей, сложной и очень взрослой драмы, задавшейся целью поразить любого, кто ожидает фильма, сделанного по обычной формуле с обманутым героем и смертельно опасной дамой». «После завершения работы над картиной студия разорвала контракт с признанными французским режиссёром, и после вынужденной военной ссылки в Голливуд он вернулся во Францию, чтобы не снять больше ни одного американского фильма».

## Оценка фильма критикой

### Общая оценка фильма
Большинство критиков обратило внимание на сложности со сдачей картины, в результате чего изначальный режиссёрский вариант претерпел существенные изменения. По мнению многих критиков, именно с этим связаны некоторые неясности и незаконченности в развитии сюжетных линий, и в психологических мотивировках основных персонажей. После выхода картины на экраны, журнал «Variety» отметил, что «в своей основе история является вариацией темы извечного любовного треугольника, но она раскрывается неуловимо через намёки и предположения, лишь время от времени выходя на уровень полной ясности». Журнал высказывает мнение, что «в фильме намного больше настроения, чем смысла. Внешне это путаная логика, повествование, выведенное невидимыми линиями вокруг персонажей без мотивации, с сюжетом, который намечен только смутно». Однако далее журнал указывает, что «под этим слоем Жан Ренуар блестяще сводит воедино кинематографические элементы, создавая сильное и захватывающее эмоциональное переживание. Тонко контрастируя с внешней туманностью фильма, сценография обращает на себя внимание своей реалистичностью по размерам и качеству».
Позднее журнал «TimeOut» написал, что этот «последний фильм периода военной эмиграции Ренуара в Америке считается слишком неразборчивым, слишком эротичным, и порезанным почти на треть студией RKO после предпросмотра. Что могло бы быть — остаётся только гадать (особенно потому, что сценарий довольно свободно обращается с романом Митчелла Уилсона „Никто так не слеп“, послужившим исходным материалом для фильма). Но то, что осталось — это великий Ренуар: мучительный треугольник, включающий слепого художника (Бикфорд), его страстную жену (Беннетт) и страдающего от военного шока моряка (Райан), все трое — это изгои, каждый по-своему». Журнал далее отмечает, что «по настроению это фильм нуар с потрясающей актёрской игрой, чудесным использованием безвыходных мест действия (одинокий дом на вершине утёса, пляж, усыпанный мёртвыми останками), и мрачными обертонами психических битв (постоянно повторяющийся кошмар Райана, в котором он тонет; очищение Бикфордом с помощью огня от своего прошлого)».
Кинокритик Дон Дрюкер в «Чикаго ридер» назвал картину «иллюзорной, кошмарной историей офицера береговой охраны и его почти трагического флирта с соблазнительной женой художника», которая стала «одним из самых откровенных изображений сексуальности Жаном Ренуаром, но, кажется, в неё была внесена таинственная неясность во время окончательного монтажа в студии». Дрюкер далее цитирует мнение французского писателя Андре Базена, назвавшего эту картину «одновременно самым искренним и одним из самых трудных при создании фильмов Ренуара — но он остаётся наряду с „Южанином“, самой впечатляющей американской работой Ренуара». По мнению Крейга Батлера, это «не оправдывающий ожидания, но всё-таки увлекательный фильм,… одна из тех картин, которые заставляют серьёзно задуматься над тем, что могло бы быть, а не над тем, что есть», который несёт более чем явный отпечаток фильма нуар, хотя и не исполняет некоторых формальных ожиданий этого жанра. Батлер отмечает, что после радикальной переделки фильма от него осталась «переменчивая по настроению, призрачная работа, которая так и не упростила ничего для зрителя, скорее предлагая мотивировки, чем ясно выражая их, и предлагая лишь намёки на психологические характеристики персонажей, которые могут быть верными, а могут и нет. В конечном счёте, фильм не удовлетворяет, и некоторые зрители посчитают его попросту скучным; но других привлечёт значительное богатство, которое существует в сохранившейся версии».
По словам Денниса Шварца, это «тревожная мрачная психологическая мелодрама,… чрезмерный мелодраматизм которой, пожалуй, не имеет слишком большого смысла, но он увлекательным образом уводит зрителя на тёмную сторону любви». Критик отмечает, что фильм страдает определёнными недостатками «после того, как RKO, не удовлетворившись умением Ренуара рассказывать историю, заставила его изменить треть фильма. В результате повторного монтажа возникли дыры в истории и бессодержательные обмены репликами,… но он всё равно сохранил острую манеру Ренуара, погрузившую меня в эмоционально насыщенные события. На меня произвели сильное впечатление сила картины и великолепная игра талантливого актёрского состава. Можно только представить, как выглядела бы картина без вмешательства RKO, раздраженной тем, что Ренуар не следовал обычным детективным путём развития событий».

### Характеристика операторской работы и актёрской игры
Критика высоко оценила операторскую работу. В частности, «Variety» отметил, что «изысканная операторская работа поддерживает общее воздействие фильма, а проходящая через весь фильм великолепная музыка Ханса Эйслера усиливает все его художественные качества». Батлер также полагает, что «мрачная, атмосферическая операторская работа заслуживает похвалы».
Касаясь актёрской игры, «Variety» указал, что «актёрская игра всего состава одинаково отлична сверху донизу, отвечая потребности Ренуара в создании определённой атмосферы». Батлер добавляет, что «конечно, все должны признать, что игра Беннетт носит фаталистический характер, и что многое можно высоко оценить в работе Роберта Райана и Чарльза Бикфорда».